# Туган-Барановский, Михаил Иванович
Михаи́л Ива́нович Туга́н-Барано́вский (8 [20] января 1865, Соляниковка, Харьковская губерния — 21 января 1919, Затишье, Херсонская губерния) —  экономист, социолог, историк, видный представитель «легального марксизма»; после 1917 года — политик и государственный деятель, министр финансов Украинской народной республики. Академик Всеукраинской академии наук (1918).

## Биография

### Родительская семья
Родился в деревне Соленое Купянского уезда Харьковской губернии.  Происходил из древнего дворянского рода литовских татар (полная фамилия — Туган-Мирза-Барановский), осевшего на Слобожанщине. 
Его отец Ибрагим Якубович Туган-Барановский (1840—1911) после крещения в православие стал именоваться Иваном Яковлевичем. В молодости он служил в лейб-гвардии Гродненском гусарском полку, проиграл в карты два имения, был кутилой и бретёром. Женился «увозом» на Анне Станиславовне Монвиж-Монтвид (1842—1908), дочери дворянина литовского происхождения Станислава Людвиговича Монвиж-Монтвида и дворянки Марфы Афанасьевны Шабельской, так как её родители были против этого брака. 
После отставки Иван Яковлевич остался страстным игроком, он то всё проигрывал, то выигрывал большие деньги, часть которых его жена, Анна Станиславовна, успевала перевести на своё имя, спасая этим семью.
Кроме Михаила в семье были дети:
- Николай Туган-Барановский (1870—1935, Варшава), сенатор, директор канцелярии министерства путей сообщения. Его жена — Наталья Александровна Клоссовская (1885–1914)[3], дочь А.В.Клоссовского. Их сын — Леон Туган-Барановский[англ.], шахматист.
- Елена (1873—1946, Париж, покончила с собой). В первом замужестве Нитте (муж — Густав Николаевич Нитте; их дети — Лев, Людмила), по второму мужу — Тимрот (муж — Александр Григорьевич Тимрот).
- Людмила (ок. 1877—1960) в замужестве Любимова, второй муж — виленский губернатор, сенатор, гофмейстер Д. Н. Любимов, сын — журналист, искусствовед, писатель, публицист Л. Д. Любимов.

### Деятельность
После окончания Второй Харьковской гимназии в 1883 году поступил на физико-математический факультет Санкт-Петербургского университета. Его однокурсником был Александр Ульянов, а в организованный студентами физико-математического факультета биологический кружок, ядро которого сформировалось вокруг Ульянова, входил и Туган-Барановский. Был в числе активных участников Добролюбовской демонстрации 1886 года, из-за чего выслан из Петербурга.
В 1888 году окончил Императорский Харьковский университет, получив диплом кандидата естественных наук и почти одновременно экстерном сдал экзамен за полный курс юридического факультета в мае 1889 года. В 1890 году он опубликовал свою первую научную работу «Учение о предельной полезности хозяйственных благ, как причине их ценности», в которой выступил с критикой теорий трудовой стоимости и предельной полезности.
В декабре 1892 года Туган-Барановский сдал магистерские экзамены; 14 января 1893 года приказом по Министерству финансов он был определён на службу столоначальником в Департамент торговли и мануфактур, а 18 марта того же года указом Правительствующего сената утверждён в чине коллежского секретаря.
В 1894 году опубликовал монографию «Промышленные кризисы в современной Англии, их причины и влияние на народную жизнь». Данная работа была написана Туган-Барановским главным образом на основе изучения первоисточников в Британском музее во время полугодового его пребывания в Лондоне весной и летом 1892 года и представлена юридическому факультету Московского университета к защите на соискание учёной степени магистра политической экономии. Защита состоялась 27 сентября 1894 года и прошла успешно, 12 ноября 1894 года Туган-Барановский был утверждён советом Московского университета в степени магистра. В предисловии к первому изданию монографии Туган-Барановский выражал особую благодарность П. Б. Струве. В 1901 году работа была переведена на немецкий, а затем французский языки.
В 1895 году М. И. Туган-Барановский стал приват-доцентом Санкт-Петербургского университета по кафедре политэкономии и был принят в члены Императорского Вольного экономического общества.
А. В. Тыркова-Вильямс, гимназическая подруга жён Туган-Барановского и Струве, писала об их тесном сотрудничестве в 1890-х годах:

Они были неразлучны, вместе давали битвы в полузакрытых собраниях Императорского Вольного экономического общества, где со времён Екатерины II баре, чаще всего помещики, обсуждали вопросы русского хозяйства, где сто лет спустя после образования общества, зашумела новая городская интеллигенция. Эти два Аякса марксизма вместе составляли программы и манифесты, явные и тайные, вместе затевали и губили журналы, вместе шли приступом на народников, вели бесконечную полемику с Михайловским, яростно нападали на другого, менее зубастого народника, на В. В. Воронцова, писавшего в «Русском богатстве» довольно невинные, но расходившиеся с Марксом рассуждения об общине и о крестьянском землевладении.
В ноябре 1897 года Туган-Барановский решает полностью перейти на научную и преподавательскую работу и увольняется из Министерства финансов. Кроме Петербургского университета как приват-доцент преподавал в специальных классах Женского училища коммерческого счетоводства при Доме Анатолия Демидова до сентября 1898 года. 15 мая 1898 года за выслугу лет получил чин коллежского асессора. 
В 1897—1899 гг. вместе с П. Б. Струве редактировал журналы социал-демократического направления «Новое слово» и «Начало».
В 1898 году опубликовал монографию «Русская фабрика в прошлом и настоящем» и в Московском университете защитил на её основе докторскую диссертацию, получив степень доктора политической экономии. Его оппонентом был профессор А. И. Чупров. В 1899 году был уволен из Санкт-Петербургского университета за политическую неблагонадёжность.
В апреле 1900 года во Пскове состоялось организационное совещание по созданию общероссийской рабочей газеты «Искра», в котором приняли участие В. И. Ульянов-Ленин, С. И. Радченко, П. Б. Струве, М. И. Туган-Барановский, Ю. О. Мартов, А. Н. Потресов, А. М. Стопани.
В марте 1901 года за участие в манифестации ему было запрещено находиться в Санкт-Петербурге, и несколько лет он жил в Лохвице Полтавской губернии, у своих друзей Русиновых. Здесь им были написаны «Очерки из новейшей истории политической экономии и социализма», в которых он объявил о своём окончательном разрыве с «ортодоксальным марксизмом». Вернуться в Петербург смог лишь После революции 1905 года он вернулся в Санкт-Петербург и 1 января 1906 года был вновь зачислен на должность приват-доцента Санкт-Петербургского университета, преподавал в нём до 1913 года. Также он был профессором на Высших женских курсах (1906—1917) и читал лекции в Петербургском политехническом институте — преподаватель политической экономии и статистики (1907—1914) и ординарный профессор (1914—1917). Кроме этого в 1916—1917 гг. в Московском городском народном университете им. А. Л. Шанявского на кооперативных курсах он читал «Основы кооперации с историческим очерком идей кооперации».
Инициатор разработки теории конъюнктуры в России, участником его экономического семинара на юридическом факультете С.-Петербургского университета был будущий директор Конъюнктурного института Н. Кондратьев.
Активно участвовал в кооперативном движении, вместе с В. Ф. Тотомианцем был крупнейшим представителем русской кооперации, пропагандируя её в научных работах, в журнале «Вестник кооперации», которым руководил с 1909 года. Будучи членом кадетской партии, Туган-Барановский выдвигался в Государственную думу, но не был избран.
После февральской революции 1917 года жил на Украине, где стал видным деятелем украинского национального движения. Участвовал в издании одного из первых российских изданий, синтезирующих знания по украиноведению — «Украинскій народъ в его прошломъ и настоящемъ». С 13 августа по 20 ноября 1917 года был министром (секретарём) финансов в Генеральном секретариате Центральной Рады. Принимал участие в создании Украинской академии наук.
В январе 1918 года переехал в Москву читать лекции и заниматься делами кооперативного движения; получил предложение преподавать в Кооперативном институте, но отказался от него и вернулся на Украину.
Умер 21 января 1919, у станции Затишье, в поезде, которым в составе украинской делегации ехал на Версальскую мирную конференцию. Похоронен в Одессе.

## Взгляды
По оценке Й. Шумпетера, Туган-Барановский был самым выдающимся из «полумарксистских» критиков Маркса и наиболее выдающимся российским экономистом своего времени, соединявшим качества экономического историка и теоретика. Его теоретические исследования стали «критическим синтезом» марксизма, английских «классиков» и австрийской школы. Самой важной работой, оказавшей большое влияние, является книга «Промышленные кризисы в современной Англии».
- Писал о Сен-Симоне: «Этот замечательный мыслитель с гораздо большим основанием, чем Маркс, должен быть признан создателем современной науки об обществе»[13].
- Как указывал Л. Д. Широкорад[14]:

Социализм Туган-Барановского был бесконечно далёк от социализма Ленина. Это был этический социализм, подчёркивавший общечеловеческие ценности и критиковавший капитализм за его антигуманность, за то, что он является источником фетишизма и отчуждения
В западной марксологической литературе отмечается, что идеи, подобные тем, которые развивал Туган-Барановский, стали центральными в так называемом «западном марксизме» во второй и третьей четвертях XX в.
Расценивал экономические кризисы как механизм саморегулирования капитализма, доказывающий способность его к непрерывному развитию. Считал, что на смену капитализму придёт «этический социализм» вследствие органично присущего капиталистическому обществу противоречия между с одной стороны признанием всякой личности высшей целью, правовой демократизацией, и с другой стороны превращением работающего человека в простое «хозяйственное средство».
Социологическая концепция Туган-Барановского была изложена им в сочинении «Теоретические основы марксизма». Он считал, что общество состоит из индивидов, наделённых волей, которая «действует по определённым мотивам», вызываемым влечениями и потребностями. Хозяйство, которое служит источником их удовлетворения, связывает «в одно неразрывное целое социальную, духовную среду с материальной».
В 1917 году Туган опубликовал книгу «Бумажные деньги и металл», в которой представил теорию бумажных денег, полагая, что наступает новый этап в истории денежного обращения после войны. Он связал стоимость фиатных денег с деловым циклом и совокупным спросом, предлагая активную денежно-кредитную политику, в основном через контроль обменного курса. Во многих отношениях его можно считать предшественником теории эндогенных денег.

## Семья
1-й брак — Лидия Давыдова (1869—1900), дочь директора Санкт-Петербургской консерватории К. Ю. Давыдова и Александры Аркадьевны Давыдовой, издававшей с 1892 года журнал «Мир Божий», в котором Туган-Барановский активно сотрудничал. Лидия умерла во время неудачных родов, её смерть тяжело переживалась Туган-Барановским. Детей у них не было.
Мария Куприна-Иорданская, младшая сестра Лидии, вышла замуж за писателя А. И. Куприна. На основе истории, произошедшей в семье Людмилы, сестры Михаила, Куприн написал повесть «Гранатовый браслет», персонажи которой имеют прототипами Людмилу, её второго мужа, отца, сестёр и брата Николая.
2-й брак (с 1901 года) — Ольга Фёдоровна Русинова (1865—?), в этом браке имел сына Михаила (1902—1986, писатель, член союза писателей СССР). Внук — профессор Джучи Михайлович Туган-Барановский.
Тетя (сестра матери) — писательница Александра Шабельская.

## Память

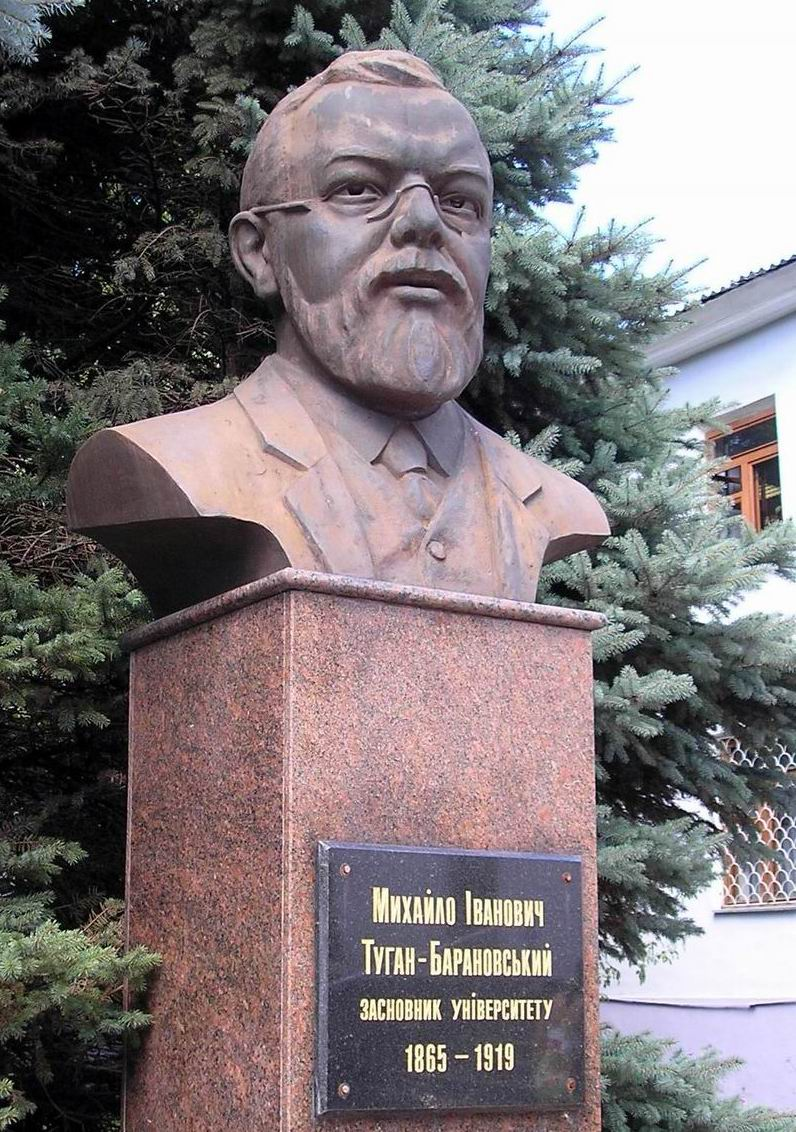
Памятник Михаилу Туган-Барановскому
в Донецке

- Именем Михаила Ивановича Туган-Барановского названы:
  - Донецкий национальный университет экономики и торговли
  - улицы в украинских городах Львов, Полтава, Первомайск
- В Донецке, на территории университета экономики и торговли, Михаилу Туган-Барановскому установлен памятник
- Академия экономических наук Украины учредила медаль имени М. И. Туган-Барановского

## Список произведений
- Учение о предельной полезности хозяйственных благ, как причине их ценности (1890)
- П. Ж. Прудон: Его жизнь и общественная деятельность. — СПб.: Тип. Ю. Н. Эрлих, 1891. — 80 с. — (Жизнь замечательных людей. Биографическая библиотека Флорентия Павленкова). — 8100 экз.
- Д. С. Милль: Его жизнь и учёно-литературная деятельность. — СПб.: Тип. т-ва «Общественная польза», 1892. — 88 с. — (Жизнь замечательных людей. Биографическая библиотека Флорентия Павленкова). — 8100 экз.
- Промышленные кризисы в современной Англии, их причины и влияние на народную жизнь. — 1-е изд. — СПб.: Тип. И. Н. Скороходова, 1894. — IV, 512 с.

2-е изд.: Промышленные кризисы. Очерк из социальной истории Англии. — СПб.: Т-во О. Н. Поповой, 1900. — 335 с. — (Экономическая библиотека).
3-е изд.: Периодические промышленные кризисы. История английских кризисов. Общая теория кризисов. — СПб.: Т-во О. Н. Поповой, 1914. — XII, 466 с.
4-е изд.: Периодические промышленные кризисы. История английских кризисов. Общая теория кризисов. — Петроград: Книгоизд. т-во «Книга», 1923. — 384 с.
5-е изд.: Периодические промышленные кризисы. История английских кризисов. Общая теория кризисов. — М.: Наука, 1997. — 573 с. — (Памятники экономической мысли).
1-е франц. изд.: Les Crises industrielles en Angleterre. — Paris, 1913. — 476 p. — ISBN 5-02-012263-7.
- Основная ошибка абстрактной теории капитализма Маркса // Научное обозрение. — 1899. — № 5. — С. 973—985.
- Русская фабрика в прошлом и настоящем. Историко-экономическое исследование. — СПб.: Изд. О. Н. Поповой, 1900. — Т. I. Историческое развитие русской фабрики в XIX веке. — 561 с.
- Очерки из новейшей истории политической экономии: (Смит, Мальтус, Рикардо, Сисмонди, историческая школа, катедер-социалисты, австрийская школа, Оуэн, Сен-Симон, Фурье, Прудон, Родбертус, Маркс). — СПб.: Изд. журнала «Мир божий», 1903. — X, 434 с.
- Очерки из новейшей истории политической экономии и социализма (1903)
- Современный социализм в своем историческом развитии (1904)
- Теоретические основы марксизма (1905)
- Русская интеллигенция и социализм (по поводу сборника «Вехи»)
- Основы политической экономии (1909)
- Общественно-экономические идеалы нашего времени. — СПб.: Издательство "Вестника знания" (В. В. Битнера), 1913. — 142 с.
- В поисках нового мира (1913)
- Социальная теория распределения. — Санкт-Петербург, 1913. — [4], 96 с.
- Социальные основы кооперации. — 2-е изд. — Берлин: Слово, 1921. — 521 с.
- Бумажные деньги и металл. — Петроград, 1917. — 168 с. : табл., диагр.
- Социализм как положительное учение (1918)
- Вопросы мировой войны (1915)